# Hôtel Hyatt Regency Paris Étoile
L'hôtel Hyatt Regency Paris Étoile, précédemment hôtel Concorde La Fayette (1974-2013), est un gratte-ciel situé à Paris, en France, dans le 17e arrondissement près de la porte Maillot. Il est la propriété de Constellation Hotels Holdings.
Avec ses 137 mètres de haut, il s'agit de l'un des plus hauts hôtels français après celui de la Tour Part-Dieu à Lyon (et du quatrième plus haut bâtiment sur le territoire de la ville de Paris après la tour Eiffel, la tour Montparnasse et le Tribunal de Paris, mais plus petit que certains des immeubles du quartier de la Défense situés à proximité) ; l'antenne située sur son toit lui permet même d'atteindre les 190 mètres de hauteur. Avec ses trente-huit étages, il abrite 995 chambres et suites. Avec le Palais des congrès situé à côté, il constitue l'un des centres de congrès de Paris.

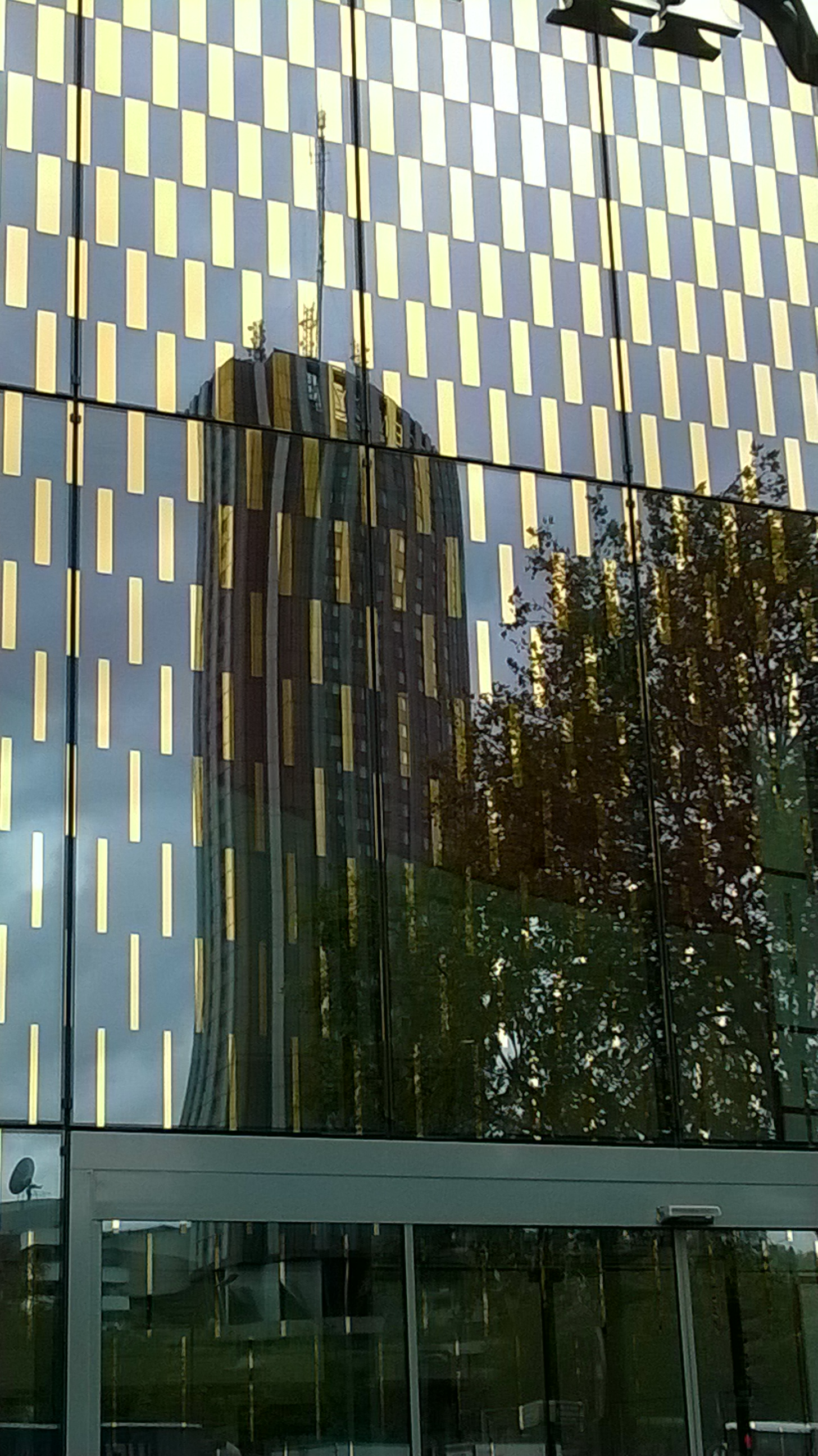
Reflet.

## Histoire
Le terrain sur lequel l'hôtel est situé était auparavant une friche de parcs d'attraction où se tenaient pendant l'été, notamment le célèbre Luna Park. Après la Seconde Guerre mondiale, des immeubles temporaires furent érigés afin d'héberger certains ministères. En 1960, à la suite de l'accroissement rapide du tourisme et des congrès, la chambre de commerce et de l'industrie et le comité du tourisme décident d'y implanter un palais des congrès.
Les architectes sélectionnés pour la construction du Palais des congrès furent Henri Guibout, Serge Maloletenkov et Yves Betin[réf. nécessaire]. Pendant leur étude, la construction d'un grand hôtel de luxe fut décidée à proximité du palais des congrès.
L'Hôtel Concorde La Fayette ouvre ses portes en avril 1974 dans le cadre de la création du Centre international de Paris. Conçu par l’architecte Guillaume Gillet, l'hôtel Concorde La Fayette est un des plus gros porteurs de Paris, avec notamment un autre gratte-ciel, l'hôtel Pullman Paris Montparnasse, comme lui construit en 1974.
L'établissement doit son nom au célèbre général La Fayette. Il évoque non seulement un hommage à l’amitié franco-américaine, mais aussi un concept hôtelier et une technicité qui puisent leurs origines outre-Atlantique.
En juin 2012, la presse indique que l'hôtel, détenu par le groupe Concorde Hotels & Resorts, va être cédé, en plus du Martinez, du Palais de la Méditerranée et de l'hôtel du Louvre, à des investisseurs du Qatar. La finalisation du rachat est annoncée officiellement le 1er février 2013. L'hôtel est désormais détenu par Constellation Hotels Holdings, une société de gestion basée au Luxembourg et contrôlée par des capitaux qataris. Dans le même temps, la chaîne hôtelière américaine Hyatt est choisie comme exploitant. L'hôtel change de nom et devient le Hyatt Regency Paris Étoile.

## Caractéristiques
- 137 mètres de hauteur, 190 mètres avec son antenne
- 995 chambres et suites sur 34 étages
- Le restaurant Mayo - "Boire, Manger, Partager!"
- Un bar panoramique Windo Skybar au 34e étage
- 35 salons de réception totalisant 2 800 m2 d’espaces de réunion
- Le service Traiteur Hyatt qui sert une restauration pratique et gourmande sur l’ensemble des espaces du Palais des congrès

## Accès
Ce site est desservi par la station de métro Porte Maillot. Ligne 1, RER C et E.

## Galerie

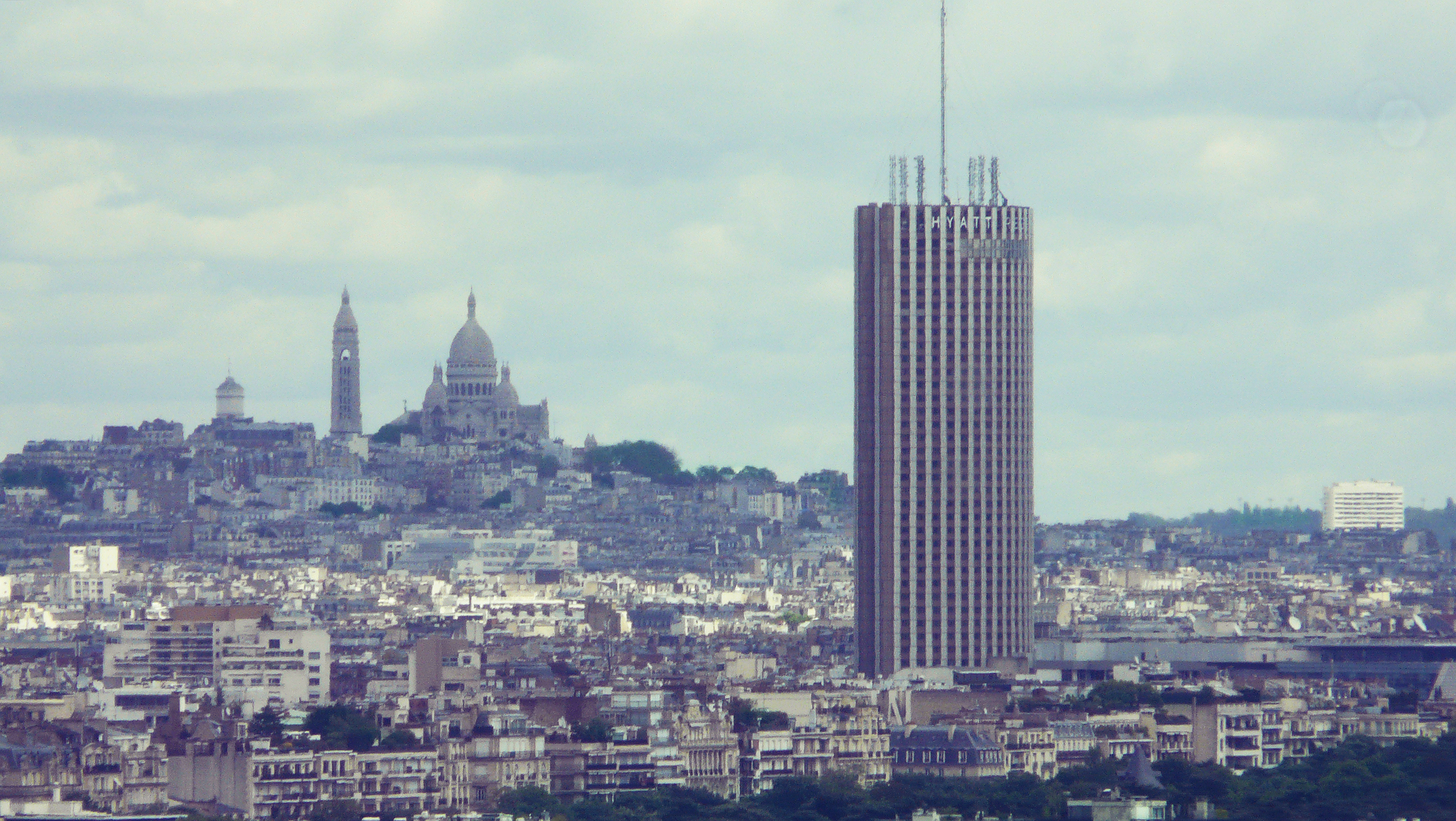
Vue depuis Suresnes.
Vue depuis Neuilly-sur-Seine.
Vue de plain-pied.
Vue avec le palais des congrès de Paris en premier plan.
Vue de profil de l’entrée de l’hôtel.